# Valeriano Dalzini
Valeriano Agide Dalzini (Asola, 29 luglio 1933 – Rozzano, 17 aprile 2019) è stato un pittore e restauratore italiano.
Attivo principalmente in Lombardia, è noto soprattutto per gli interventi di restauro di affreschi e graffiti su chiese, ville e palazzi milanesi e delle province lombarde.

## Biografia

La famiglia Dalzini a Derna in Libia, dove era stato assegnato loro il podere 339 nel Villaggio Battisti

Figlio di contadini mantovani, Andrea, nato nel 1888, e Maria Marini, nata nel 1893, era il più piccolo di quattro fratelli: Giuseppe (detto Fulvio), Egidio e Dino. Nel 1938 seguì la famiglia dall'Italia alla Tripolitania, dove era stato assegnato loro il podere 339 nel Villaggio Battisti a Derna, in Libia. Il villaggio Battisti era uno dei ventisei nuovi villaggi fondati su iniziativa del governatore della Libia Italo Balbo. Nel 1940, a sette anni, tornò in Italia come altri dodicimila "bambini della Quarta Sponda". Nel 1945, a guerra finita, grazie all'attività  del vescovo di Tripoli che cercava presso le organizzazioni caritative che avevano accolto i bambini della Libia italiana, Valeriano poté ricongiungersi con la famiglia.
Nel 1956, dopo essere stato congedato dal servizio militare, si trasferì a Cusano Milanino, in provincia di Milano, e si iscrisse ai corsi serali che si tenevano presso l'Accademia di Brera per frequentare la Scuola superiore degli artefici e dedicarsi allo studio del disegno. Si diplomò nel 1961 con la votazione di 10 e lode con il professore Gino Moro che lo avviò a una pittura di composizioni, di colori e di forme non figurative.
Nello stesso periodo, con Giacomo Dal Forno (1958) e l'affreschista Virgilio Bertazzoni (1959-1961), frequentò per cinque anni la Scuola superiore d'Arte applicata all'Industria del Castello Sforzesco, diplomandosi nel 1961 nella sezione pittura decorativa-affresco. Collaborò con Angelo Zappettini e Franco Milani su numerosi edifici. 
Trasferitosi con la famiglia a Rozzano nel 1967, Iniziò a lavorare in proprio come artigiano a Milano, applicando la tecnica dello strappo degli affreschi, il restauro di dipinti antichi, la decorazione e dipingendo quadri a olio, paesaggi, nature morte e ritratti. Presso l'Associazione artistica patriottica continuò, anche dopo il diploma, a frequentare la scuola di nudo; seguì nella stessa scuola il corso di mosaico, venendo premiato con la medaglia d'argento per il miglior mosaico dell'anno di quella sezione.
Il 9 agosto 1962 si sposò con Annamaria Stroppiana, con la quale ebbe due figli: Laura (1964) e Stefano (1975). Il suo studio artistico è tuttora situato nel comune di Pieve Emanuele.
Nel 2005 apparvero i primi sintomi di problemi neurologici e qualche anno dopo gli venne diagnosticato il morbo di Parkinson. Il 5 aprile 2011 ebbe un incidente sulla Ferrata del Centenario del Resegone, che lo costrinsero a mesi di terapia e riabilitazione. Morì il 17 aprile 2019.

## Affreschi e restauri
Tra i più importanti restauri troviamo il Palazzo Borromeo di Milano, il Famedio del Cimitero monumentale di Milano e la facciata della Scuola superiore d'Arte applicata all'Industria del Castello Sforzesco, oltre a numerosi palazzi e ville in Milano e in diverse province lombarde.

Castello Sforzesco in Milano restaurato nel 1977 da Valeriano Dalzini

Famedio del Cimitero Monumentale di Milano restaurato nel 1983 da Valeriano Dalzini

Palazzo Borromeo in Milano restaurato nel 1985 ad opera di Valeriano Dalzini

Di seguito un elenco dei principali lavori eseguiti.
- 1972: Pittura della volta della cappella del Collegio Rotondi, Gorla Minore (VA)
- 1973: Graffiti dell'edificio in via Vitruvio, Milano
- 1973: Graffiti dell'edificio in via Plinio, Milano
- 1974: Graffiti dell'edificio in via Vanvitelli, Milano
- 1975: Graffiti dell'edificio in via Carducci, Milano
- 1976: Scuola in via Galvani, Milano
- 1977: Facciata della Scuola superiore d'Arte applicata all'Industria del Castello Sforzesco[4][3]
- 1978: Restauro di una villa a Castellanza, Milano
- 1978: Restauro di affresco dell'edicola di San Carlo, Abbiategrasso (MI)[5]
- 1978: Restauro degli affreschi di Villa Boffalora, Lesmo (MB)[6]
- 1978: Restauro di Villa Olivares, Zari, Mereghetti, Corbetta (MI)[7]
- 1978: Restauro di un affresco cinquecentesco in piazza Castello / via Cantù, Abbiategrasso (MI)
- 1978: Restauro affresco di Casa Orsini, Abbiategrasso (MI)[8][5]
- 1978: Restauro di Villa Gaia Gandini, Robecco sul Naviglio (MI)[9]
- 1979: affresco di Santa Rosa da Lima nella cappelletta di strada a Vigevano (PV)[10]
- 1979: Affreschi e Pitture degli interni del ristorante “Il Montalcino”, Milano
- 1981: Palazzo Corso di Porta Vigentina, Milano
- 1982: Androne dell'edificio in via Mercadante, Milano
- 1983: Graffiti dell'edificio in via Garofalo, Milano
- 1983: Restauro del Famedio del Cimitero monumentale di Milano[3][4]
- 1985: Restauro affresco cinquecentesco sulla facciata interna del palazzo Borromeo in Milano[3][4]
- 1987: Graffiti dell'edificio in via Mascheroni, Milano
- 1989: Restauro di un affresco del XVI secolo nella casa di riposo di Abbiategrasso (MI)
- 1990: Graffiti dell'edificio in via Bligny, Milano
- 2002-2008: Affreschi nella casa parrocchiale della Chiesa di Sant'Angelo di Rozzano (MI)